# Saint-Floris
Pour les articles homonymes, voir Floris.
Saint-Floris est une commune française située dans le département du Pas-de-Calais en région Hauts-de-France. Ses habitants sont appelés les Saint-Florissois. La commune est membre de la communauté d'agglomération de Béthune-Bruay, Artois-Lys Romane.

## Géographie

### Localisation
Localisée dans l'est du département du Pas-de-Calais et limitrophe du département du Nord, Saint-Floris est une commune rurale, bordée par la Lys, située, à vol d'oiseau, à 12 km au nord-nord-ouest de la commune de Béthune (chef-lieu d'arrondissement) et à 20 km au sud-ouest de la frontière entre la Belgique et la France.
Le territoire de la commune est limitrophe de ceux de cinq communes, dont deux, Merville et Haverskerque, dans le département du Nord.
Les communes limitrophes sont Merville, Haverskerque, Calonne-sur-la-Lys, Robecq et Saint-Venant.

### Géologie et relief
La superficie de la commune est de 4,05 km2 ; son altitude varie de 14  à   18 mètres.

### Hydrographie
La commune, située dans le bassin Artois-Picardie, est, selon le Service d'administration nationale des données et référentiels sur l'eau (Sandre), drainée par douze cours d'eau :
- la rivière la Lys, d'une longueur de 134,01 km, qui prend sa source dans la commune de Lisbourg, dans le département du Pas-de-Calais, et se jette dans l'Escaut au niveau de la commune de Gand, en Belgique[4] ;
- la rivière Vieille Lys aval, d'une longueur de 11 km, qui prend sa source dans la commune de Haverskerque et se jette dans la Lys, au niveau de la commune de Merville[5] ;
- le courant de la Demingue, d'une longueur de 7 km, qui prend sa source dans la commune de Saint-Venant et se jette dans la Lys, au niveau de la commune de Merville[6] ;
- le bras de décharge vers la Vieille Lys Vanne du Bras de Décharge au Conf Vieille Lys, d'une longueur de 0,16 km qui prend sa source dans la commune et se jette dans la Vieille Lys aval au niveau de la commune de Merville[7].

Puis cinq petits cours d'eau au nom identique, la rivière la vieille lys,,,,, et trois petits cours d'eau au toponyme hydrographique inconnu,,.

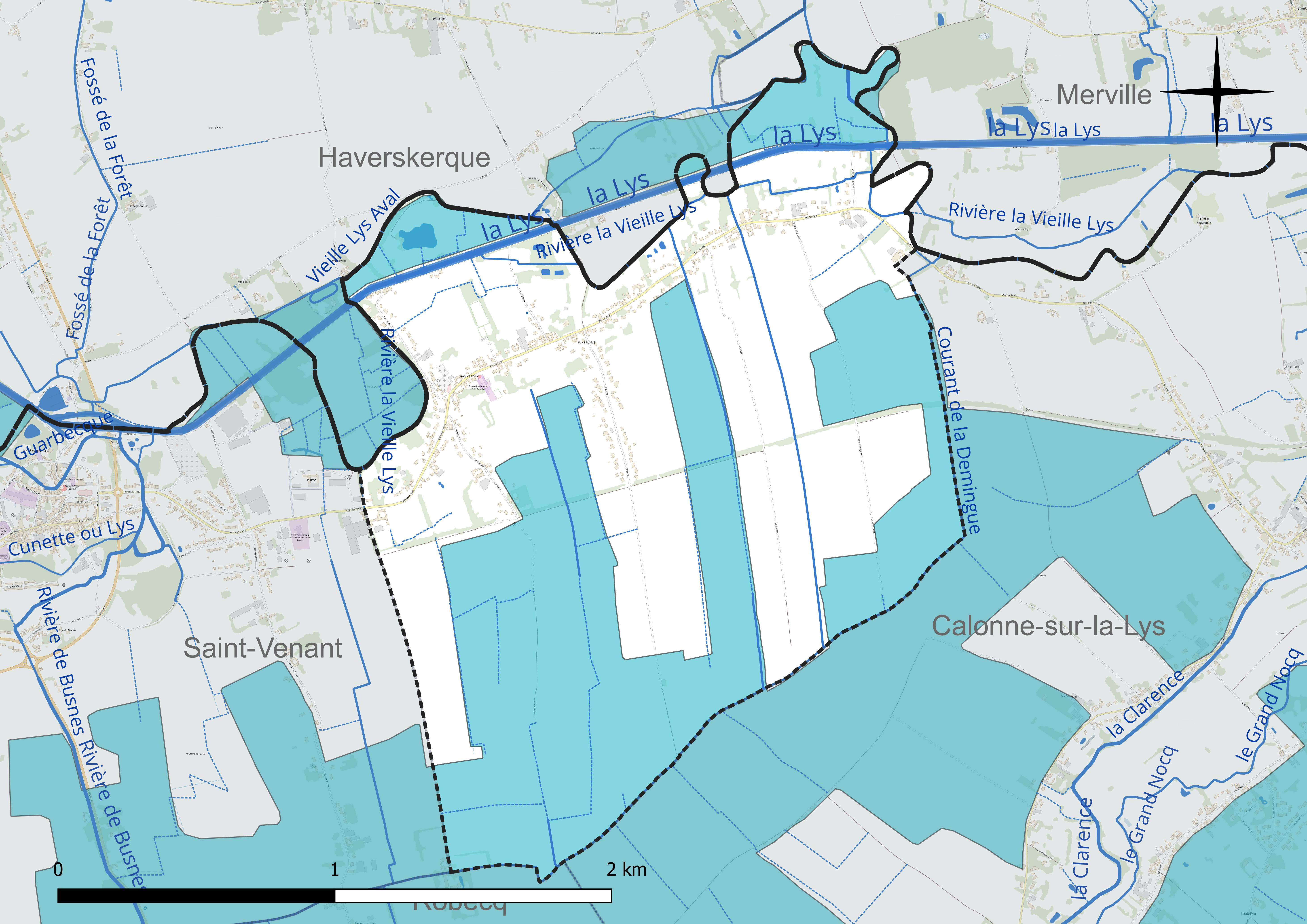
Réseau hydrographique de Saint-Floris.

### Climat
Pour des articles plus généraux, voir Climat des Hauts-de-France et Climat du Nord-Pas-de-Calais.
En 2010, le climat de la commune est de type climat océanique dégradé des plaines du Centre et du Nord, selon une étude du Centre national de la recherche scientifique (CNRS) s'appuyant sur une série de données couvrant la période 1971-2000. En 2020, Météo-France publie une typologie des climats de la France métropolitaine dans laquelle la commune est exposée à un climat océanique et est dans la région climatique Côtes de la Manche orientale, caractérisée par un faible ensoleillement (1 550 h/an) ; forte humidité de l’air (plus de 20 h/jour avec humidité relative > 80 % en hiver), vents forts fréquents.
Pour la période 1971-2000, la température annuelle moyenne est de 10,7 °C, avec une amplitude thermique annuelle de 13,9 °C. Le cumul annuel moyen de précipitations est de 693 mm, avec 11,7 jours de précipitations en janvier et 8,4 jours en juillet. Pour la période 1991-2020, la température moyenne annuelle observée sur la station météorologique la plus proche, située sur la commune de Lillers à 9 km à vol d'oiseau, est de 11,1 °C et le cumul annuel moyen de précipitations est de 731,5 mm,. Pour l'avenir, les paramètres climatiques de la commune estimés pour 2050 selon différents scénarios d'émission de gaz à effet de serre sont consultables sur un site dédié publié par Météo-France en novembre 2022.

#### Espèces faunistiques et floristiques
L’Inventaire national du patrimoine naturel (INPN) recense plusieurs espèces faunistiques et floristiques sur le territoire de la commune dont certaines sont protégées et d’autres menacées et quasi-menacées.

## Urbanisme

### Typologie
Au 1er janvier 2024, Saint-Floris est catégorisée commune rurale à habitat dispersé, selon la nouvelle grille communale de densité à sept niveaux définie par l'Insee en 2022.
Elle appartient à l'unité urbaine de Béthune, une agglomération inter-départementale regroupant 94  communes, dont elle est une commune de la banlieue,,. La commune est en outre hors attraction des villes,.

### Occupation des sols

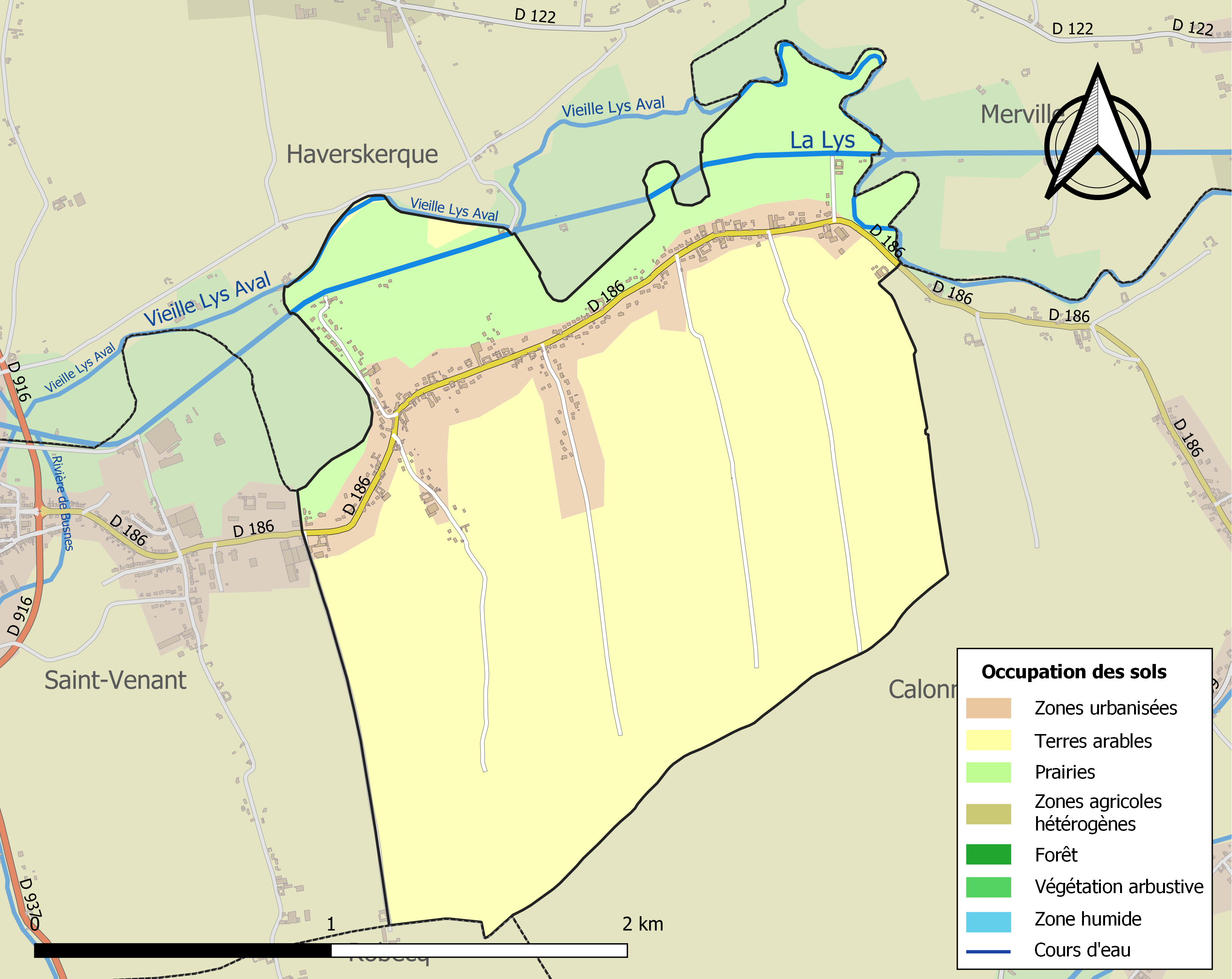
Carte des infrastructures et de l'occupation des sols de la commune en 2018 (CLC).

L'occupation des sols de la commune, telle qu'elle ressort de la base de données européenne d’occupation biophysique des sols Corine Land Cover (CLC), est marquée par l'importance des territoires agricoles (88,5 % en 2018), en diminution par rapport à 1990 (94,4 %). La répartition détaillée en 2018 est la suivante :
terres arables (71,6 %), prairies (16,9 %), zones urbanisées (11,5 %). L'évolution de l’occupation des sols de la commune et de ses infrastructures peut être observée sur les différentes représentations cartographiques du territoire : la carte de Cassini (XVIIIe siècle), la carte d'état-major (1820-1866) et les cartes ou photos aériennes de l'IGN pour la période actuelle (1950 à aujourd'hui).

### Voies de communication et transports
Saint-Floris est desservie par la route départementale D 186, entre Calonne-sur-la-Lys et Saint-Venant, elle est traversée par une voie ferrée de la ligne d'Armentières à Arques et possède une gare, dispositifs désaffectés depuis 1994, la gare sert désormais d'habitation.

### Risques naturels et technologiques
À la suite du passage des tempêtes Ciarán, Domingos et Elisa et des inondations et coulées de boue qui se sont produites, la commune est reconnue, par arrêté du 14 novembre 2023, en état de catastrophe naturelle pour inondations et coulées de boue sur la période du 2 au 12 novembre 2023, comme 179 autres communes du département.

## Toponymie
Le nom de la localité est attesté sous les formes Saint Florice en 1280 ; Sanctus Floritius juxta Sanctum Venantium en 1287 ; Saint Flourize en 1296 ; Saint-Flourisse en 1496 ; Saint-Fleurisse en 1517 ; Sanctus Floricius en 1560 ; Saint-Floris-Artois en 1788 ; Saint Floris en 1793 et Saint-Floris depuis 1801.
Saint-Floris est un hagiotoponyme qui fait référence à saint Florent .

## Histoire

### Moyen Âge
La famille de Ghistelles, une des plus anciennes et des plus illustres familles de l'Artois, détient Saint-Floris.

### Époque moderne
Avant la Révolution française, Saint-Floris est le siège de plusieurs seigneuries. Au XVIe siècle, l'une d'elles est détenue par Claude de Bassecourt, seigneur de Saint-Floris en partie.
En décembre 1674, Louis XIV fait du seigneur de Saint-Floris, Adrien François de Ghistelles un marquis en érigeant la terre en marquisat. La seigneurie de Saint-Floris relevait du roi à cause de la gouvernance d'Arras.
D'après l'historien français Auguste de Loisne : « Saint-Floris-Artois (érection en marquisat en 1674) faisait partie du bailliage de Lillers avant la Révolution et avait une coutume locale rédigée en 1507 suivant la coutume  générale d'Artois. Son église paroissiale, d’abord diocèse de Thérouanne, puis de Saint-Omer, doyenné de Lillers, était consacrée à saint Florent  ou Floris ; l'évêque d'Arras conférait la cure. »
En 1803, Saint-Floris-Flandre, actuel hameau de Le Corbie est rattachée à Haverskerque, l'actuel territoire de Saint-Floris étant à l'époque dénommée Saint-Floris-Artois, les deux étaient séparées par la Lys et reliées par un bac.
Après la Première Guerre mondiale, la commune est décorée de la croix de guerre 1914-1918 par décret du 7 février 1921, distinction également attribuée à 276 autres communes du Pas-de-Calais.

## Politique et administration

### Découpage territorial
La commune se trouve dans l'arrondissement de Béthune du département du Pas-de-Calais.

#### Commune et intercommunalités
La commune est membre de la communauté d'agglomération de Béthune-Bruay, Artois-Lys Romane qui regroupe 100 communes et totalise 275 327 habitants en 2021.

#### Circonscriptions administratives
La commune est rattachée au canton de Lillers.

#### Circonscriptions électorales
Pour l'élection des députés, la commune fait partie de la neuvième circonscription du Pas-de-Calais.

### Élections municipales et communautaires

#### Liste des maires
| Période                                  | Période                   | Identité           | Étiquette | Qualité                                                     |
| ---------------------------------------- | ------------------------- | ------------------ | --------- | ----------------------------------------------------------- |
| Les données manquantes sont à compléter. |                           |                    |           |                                                             |
|                                          |                           | Roger Faivre       |           |                                                             |
| Les données manquantes sont à compléter. |                           |                    |           |                                                             |
| mars 2001                                | avril 2023                | Guy Bouvart,       |           | Instituteur et secrétaire de mairie retraité Démissionnaire |
| juin 2023                                | En cours (au 6 juin 2023) | Olivier Debaecker, |           | Conducteur de travaux dans le bâtiment                      |

## Population et société

### Démographie
Les habitants sont appelés les Saint-Florissois.

#### Évolution démographique
L'évolution du nombre d'habitants est connue à travers les recensements de la population effectués dans la commune depuis 1793. Pour les communes de moins de 10 000 habitants, une enquête de recensement portant sur toute la population est réalisée tous les cinq ans, les populations de référence des années intermédiaires étant quant à elles estimées par interpolation ou extrapolation. Pour la commune, le premier recensement exhaustif entrant dans le cadre du nouveau dispositif a été réalisé en 2004.

En 2022, la commune comptait 629 habitants, en évolution de +8,82 % par rapport à 2016 (Pas-de-Calais : −0,72 %, France hors Mayotte : +2,11 %).
| 1793 | 1800 | 1806 | 1821 | 1831 | 1836 | 1841 | 1846 | 1851 |
| ---- | ---- | ---- | ---- | ---- | ---- | ---- | ---- | ---- |
| 511  | 499  | 568  | 593  | 613  | 612  | 603  | 604  | 600  |

| 1856 | 1861 | 1866 | 1872 | 1876 | 1881 | 1886 | 1891 | 1896 |
| ---- | ---- | ---- | ---- | ---- | ---- | ---- | ---- | ---- |
| 519  | 508  | 512  | 143  | 558  | 574  | 570  | 556  | 466  |

| 1901 | 1906 | 1911 | 1921 | 1926 | 1931 | 1936 | 1946 | 1954 |
| ---- | ---- | ---- | ---- | ---- | ---- | ---- | ---- | ---- |
| 443  | 395  | 366  | 355  | 325  | 328  | 335  | 302  | 316  |

| 1962 | 1968 | 1975 | 1982 | 1990 | 1999 | 2004 | 2006 | 2009 |
| ---- | ---- | ---- | ---- | ---- | ---- | ---- | ---- | ---- |
| 301  | 313  | 326  | 353  | 416  | 413  | 440  | 433  | 501  |

| 2014 | 2019 | 2022 | - | - | - | - | - | - |
| ---- | ---- | ---- | - | - | - | - | - | - |
| 547  | 619  | 629  | - | - | - | - | - | - |

#### Pyramide des âges
En 2018, le taux de personnes d'un âge inférieur à 30 ans s'élève à 38,7 %, soit au-dessus de la moyenne départementale (36,7 %). À l'inverse, le taux de personnes d'âge supérieur à 60 ans est de 16,6 % la même année, alors qu'il est de 24,9 % au niveau départemental.
En 2018, la commune comptait 304 hommes pour 301 femmes, soit un taux de 50,25 % d'hommes, légèrement supérieur au taux départemental (48,50 %).
Les pyramides des âges de la commune et du département s'établissent comme suit.
| Hommes | Classe d’âge | Femmes |
| ------ | ------------ | ------ |
| 0,0    | 90 ou +      | 0,3    |
| 3,5    | 75-89 ans    | 4,5    |
| 11,6   | 60-74 ans    | 13,3   |
| 23,5   | 45-59 ans    | 20,1   |
| 21,9   | 30-44 ans    | 23,7   |
| 14,8   | 15-29 ans    | 15,3   |
| 24,8   | 0-14 ans     | 22,7   |

| Hommes | Classe d’âge | Femmes |
| ------ | ------------ | ------ |
| 0,5    | 90 ou +      | 1,6    |
| 5,6    | 75-89 ans    | 8,9    |
| 16,7   | 60-74 ans    | 18,1   |
| 20,2   | 45-59 ans    | 19,2   |
| 18,9   | 30-44 ans    | 18,1   |
| 18,2   | 15-29 ans    | 16,2   |
| 19,9   | 0-14 ans     | 17,9   |

## Culture locale et patrimoine

### Lieux et monuments
- L'église Saint Floris, la commune doit son nom à son église, puisque "Saint Floris" vient du saint patron de cette église, saint Florent . Elle sert en outre de « point 0 » pour la numérotation métrique des habitations, et abrite une cloche de 1605, classée à titre d'objet aux monuments historiques[43]. L'église a beaucoup souffert de la bataille de la Lys de 1918. Elle est reconstruite en 1926, puis rénovée en 2003.
- La borne commémorative élevée par le gouvernement portugais à l’endroit où fut repoussé l’armée allemande en avril 1918. Au total, sept bornes sont élevées : deux à Hinges, une à Mont-Bernanchon, à Robecq, Essars, Beuvry-le-Hamel[44].
- Le monument aux morts[45].

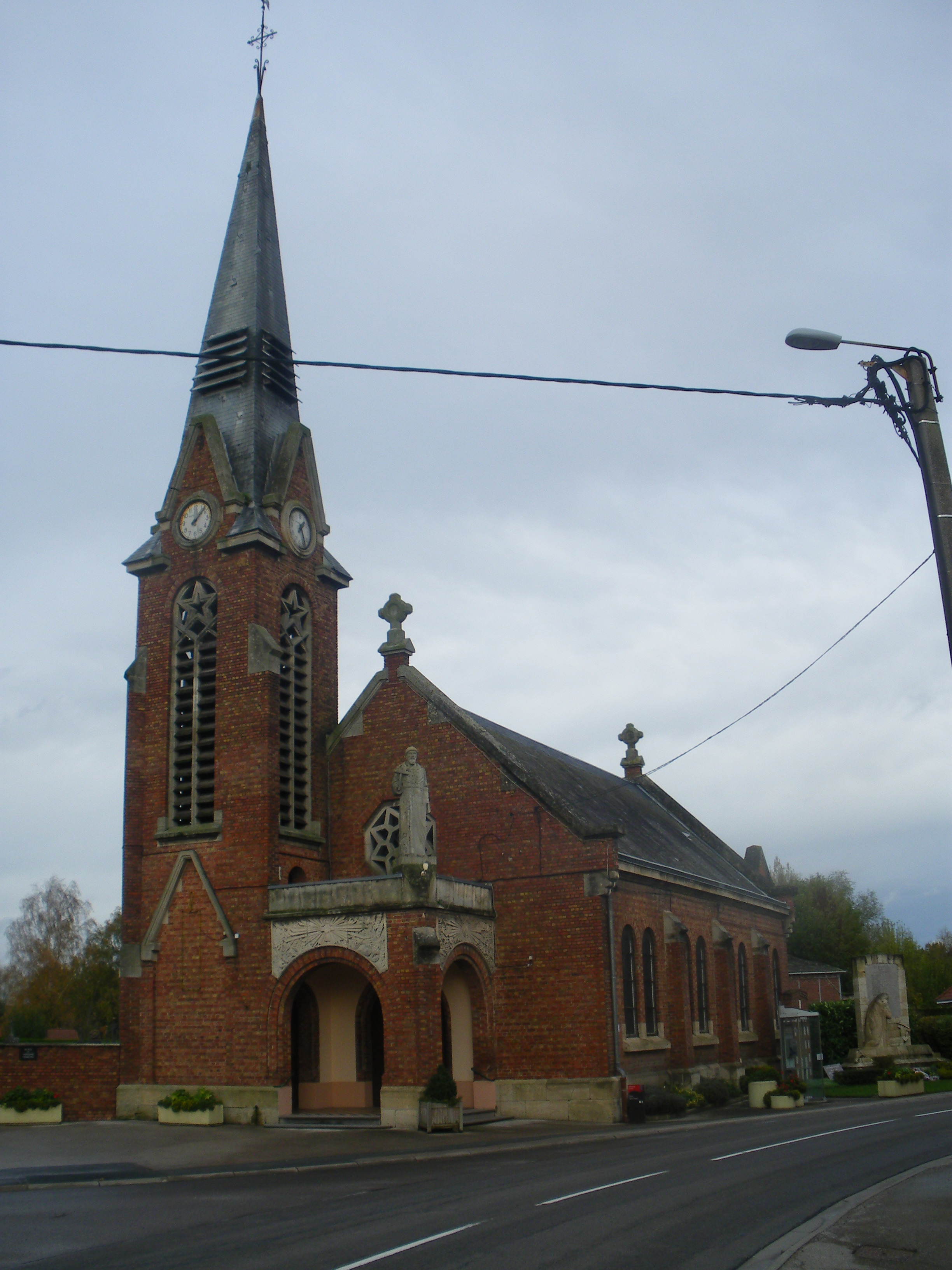
L'église Saint-Florent.
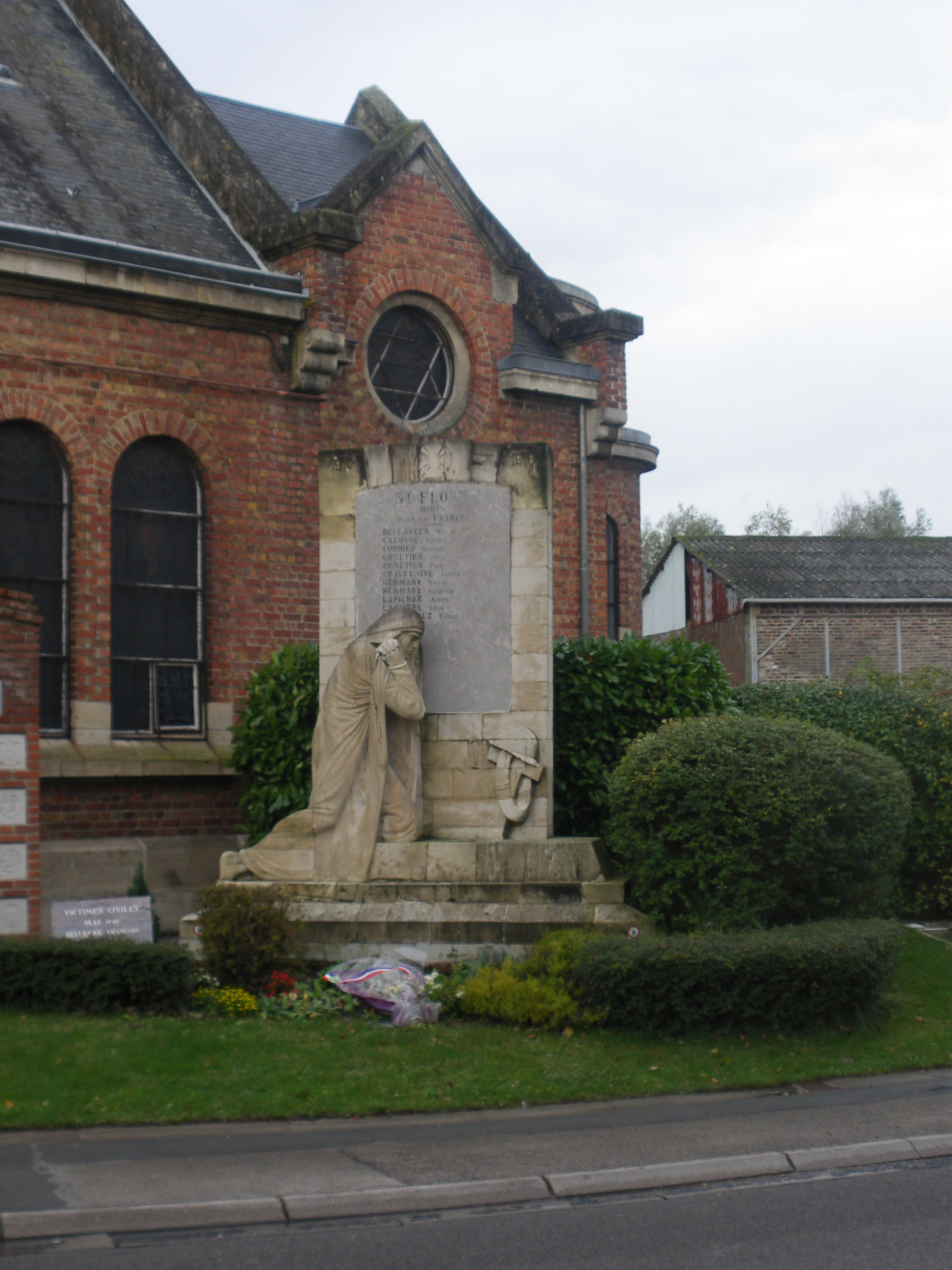
Le monument aux morts communal.

### Héraldique
| Blason de Saint-Floris | Blason  | De gueules au chevron d'hermine accompagné de deux molettes d'or en chef et d'une cloche du même en pointe. * Il y a là non-respect de la règle de contrariété des couleurs : ces armes sont fautives (Tenné sur gueules)). Ornements extérieursCroix de guerre 1914-1918 |
| Blason de Saint-Floris | Détails | Present sur le site, 2022 |
| Blason de Saint-Floris | Alias   | De gueules au chevron d'hermine accompagné de trois molettes d'or. L'ancien blasson décrit ci dessus et repésenté ci-contre s'est vu modifié en 2022 par une cloche d'or remplaçant la molette en pointe et par le changement de métal des deux autres Ceci a été rapporté dans le journal "La Voix du Nord" du 18/08/2022 avec le blasonnement de gueules au chevron d'hermine accompagné de deux molettes d'argent et une cloche d'or, mais en publiant le dessin correspondant à notre représentation, conforme à ce qui se trouve sur le site de la commune. L'or pour la cloche est très douteux, qui semble plus de tenné que d'or. Par contre le chevron est absolument pas d'hermine mais d'argent chargé de mouchetures, ce qui est très différent. |

## Pour approfondir

#### Bases de données, dictionnaires et encyclopédies
- Ressources relatives à la géographie :   - Insee (communes)
  - Ldh/EHESS/Cassini
- Ressource relative à plusieurs domaines :   - Annuaire du service public français
- Notices d'autorité :   - BnF (données)